# Huanca (monolito)

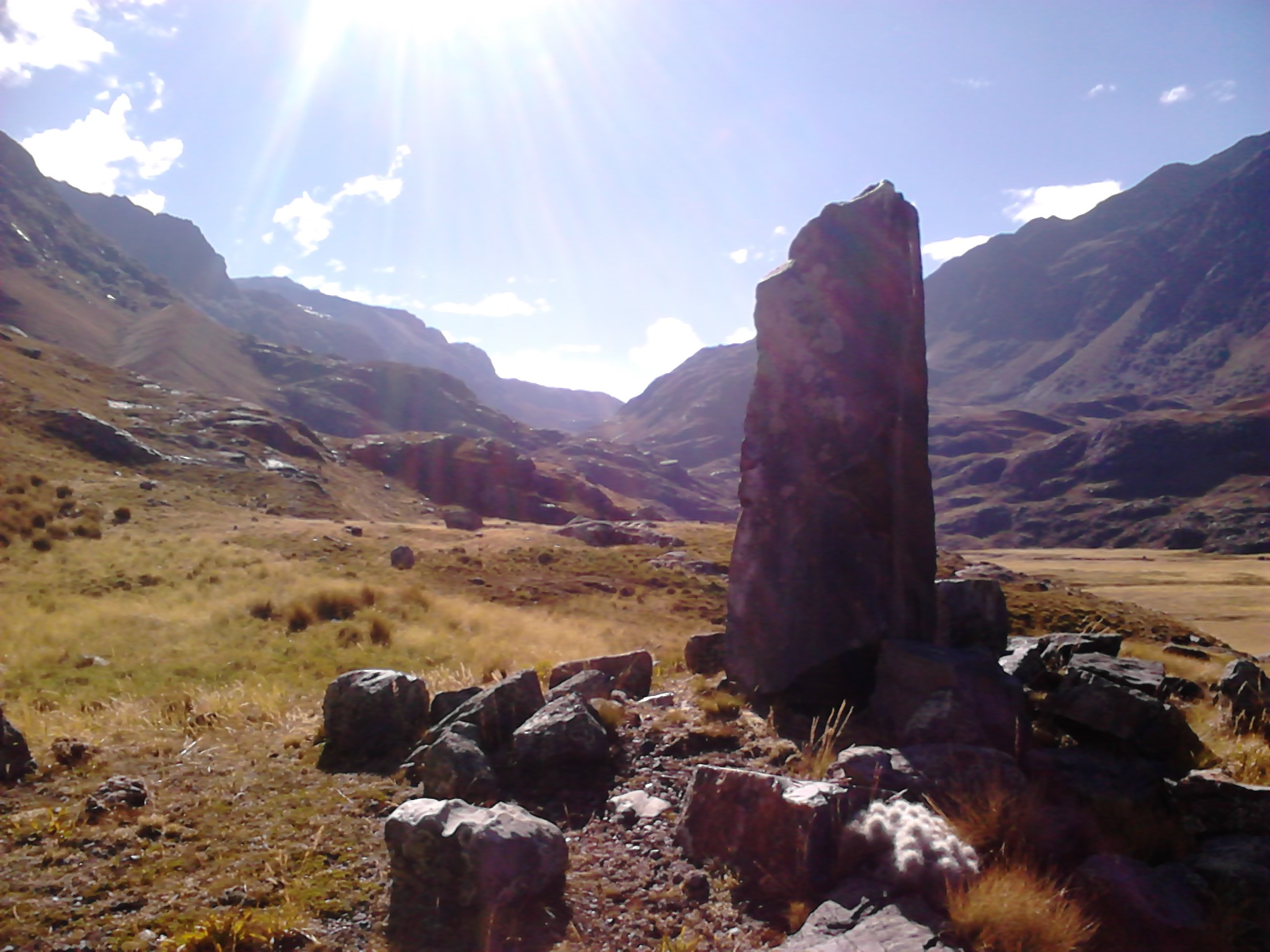
Huanca en la quebrada Uquián, en el camino de Olleros a Chavín de Huántar, dentro del parque nacional Huascarán en Perú.

Una huanca (en quechua ancashino: wanka) o chichic (tsitsiq) es una piedra vertical alargada considerada sagrada y con múltiples simbolismos en la cosmovisión andina. Por lo mismo, las huancas eran objeto de culto y se les dedicaban rituales y ofrendas. Esta piedra colocada en la parte más alta de una chacra se denomina chacrayoc; (en quechua de Áncash, chakrayuq o el señor de la chacra).
La huanca, si bien es un monolito, es similar al tótem (de la palabra ojibwa: ototeman que significa 'él es mi parentela') de los pueblos nativo americanos de Norteamérica en cuanto se considera sagrada y puede simbolizar al ancestro de una comunidad cumpliendo así una función tutelar. También se asemeja al menhir, monumentos megalíticos cuya construcción se realizó a finales del Neolítico y dura hasta la Edad del Bronce en el Mediterráneo occidental y la Europa atlántica.

## Distribución geográfica
Las huancas están presentes en varios lugares de los Andes, especialmente en la región peruana de Áncash en donde se han hallado muchas en el Callejón de Huaylas en las provincias de Recuay (Toro Ccaca), Huaraz (Huancajirca, Pesebre, Marca Jirca), Carhuaz (Piruro II), Yungay (Cotu, Marcayoc, Keushu), Caraz (Pueblo Viejo) y Sihuas (Huayubamba). También, se han descubierto huancas en la provincia de Huamanga en Ayacucho, en la cuenca norte del lago Titicaca en la región Puno en Perú, y en las provincias de Salta y Tucumán en Argentina.

## Antigüedad
De acuerdo a Bazán del Campo, las huancas más antiguas son de aproximadamente hace 5000 años (de 4000 a 2000 antes de Cristo), en el Precerámico Tardío, en sitios como Caral y Bandurria.

## Significados

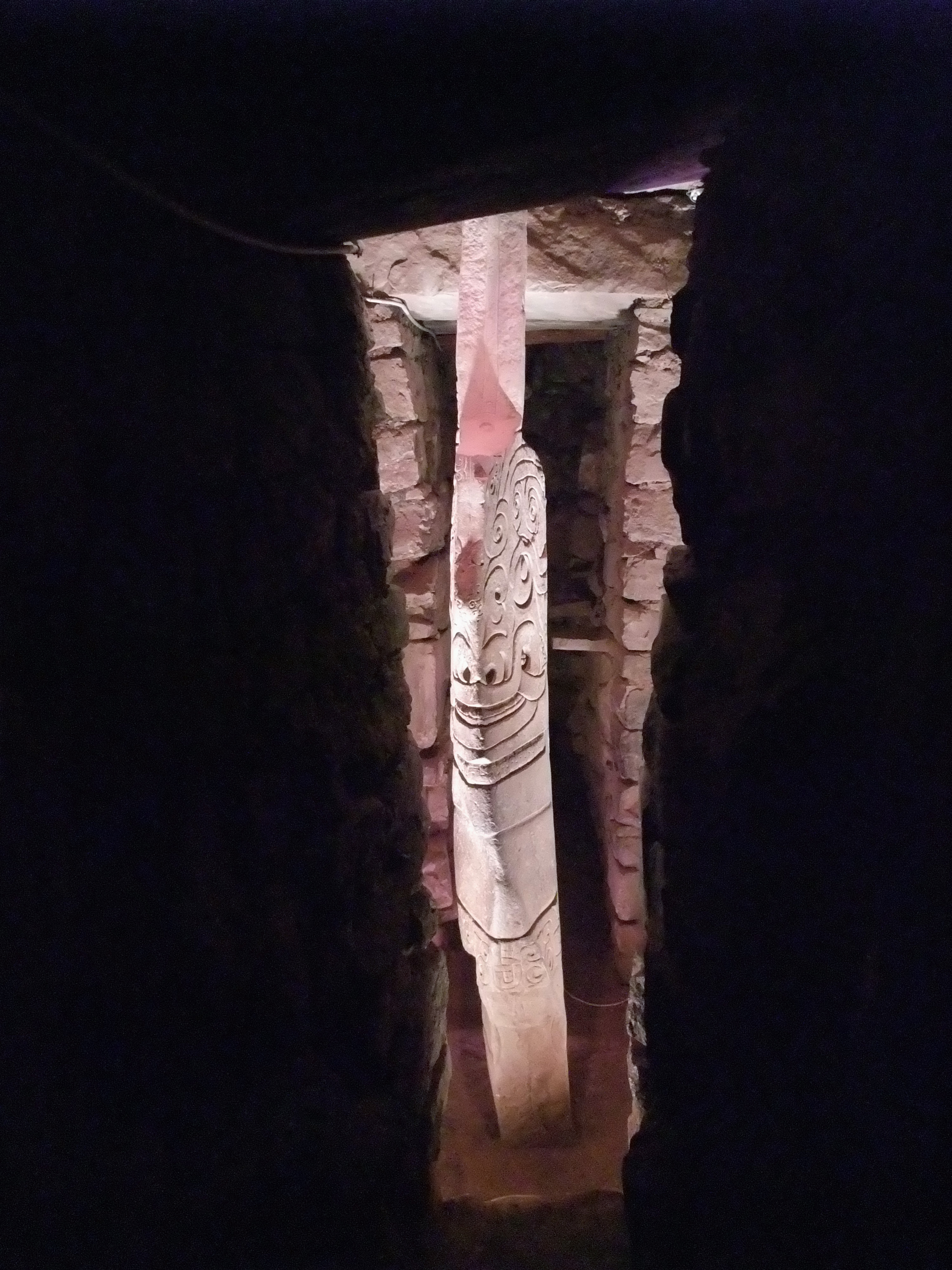
La huanca en el Templo Antiguo de Chavín de Huántar, aún posicionada en un lugar que se adecuaría al concepto de axis mundi referido por Mircea Eliade.

Las crónicas coloniales y los documentos de extirpación de idolatrías nos dan una idea acerca de los significados de las huancas en el mundo andino originario. Rodrigo Hernández Príncipe, un visitador de idolatrías quien vivió entre 1578 y 1638, contó acerca de la existencia de una huanca a principios de la Colonia en Perú en la zona del Callejón de Huaylas:

"... a un cuarto de legua desta población muy antigua donde en un adoratorio rodeado de cantería y en medio hecho un caracol estaba su respetada y principal Huanca llamada Llamoq que era una piedra al modo de una calavera tan pesada como fiera que mirarla ponia horror estaba rodeada de muchos sacrificios adoráanla con airjuas y trompetas estos llactas y era huaca e la madre del cacique y los deste ayllo dijeron proceder de esta huaca...".
Hernández Príncipe 1622.

El término huaca hoy en día es utilizado popularmente para designar un sitio arqueológico. No obstante, de acuerdo a los documentos etnohistóricos este concepto se refería para designar la sacralidad de diferentes cosas: piedras, árboles, lugares de la naturaleza, templos, personas, animales y experiencias humanas como llorar. Por lo tanto, las huancas son huacas: piedras consideradas sagradas a las cuales se les dedicaban ritos y ofrendas, tenían nombre propio e incluso indicaban el lugar de origen de una comunidad.
Asimismo, de acuerdo a una cita de otro extirpador de idolatría, el jesuita español Pablo José de Arriaga (quien declaró haber destruido 189 monolitos huancas), que vivió entre 1564 y 1622, se desprende que la piedra fálica representa a los ancestros, que actúan como intermediarios entre el mundo terrestre y el mundo divino, y asisten y complementan la labor agrícola 'fertilizando' la tierra.

"Chíchic o Huanca llaman una piedra larga, que suelen poner empinada en sus Chácaras, y la llaman también Chacrayoc, que es el Señor de la Chácara, porque piensan que aquella Chácra fué de aquella Huaca, y que tiene a cargo su augmento, y como tal la reverencian, y especialmente en tiempo de las sementeras le ofrecen sus sacrificios".
Arriaga 1621.

El culto a las huancas era una manifestación andina del culto a los ancestros, que son un conjunto de prácticas religiosas universales centradas en los ancestros bajo la creencia que ellos continúan cuidando a sus descendientes. En el mundo andino, cada colectivo o ayllu tenía sus propios ancestros, y en el rango mayor de estos se posicionaba al ancestro fundador, muchas veces representado en piedra como una huanca. Dado que  la cosmovisión andina es animista: los cerros, las lagunas y las piedras tienen vida y por lo mismo son sujetos de culto. Siglos más tarde, de acuerdo a los estudios actuales, se incorporan otras prácticas como el culto a los mallqui (momias) en chullpas, como por ejemplo en la necrópolis de Marcajirca en la provincia de Huari en el Perú.

## Tipos y funciones

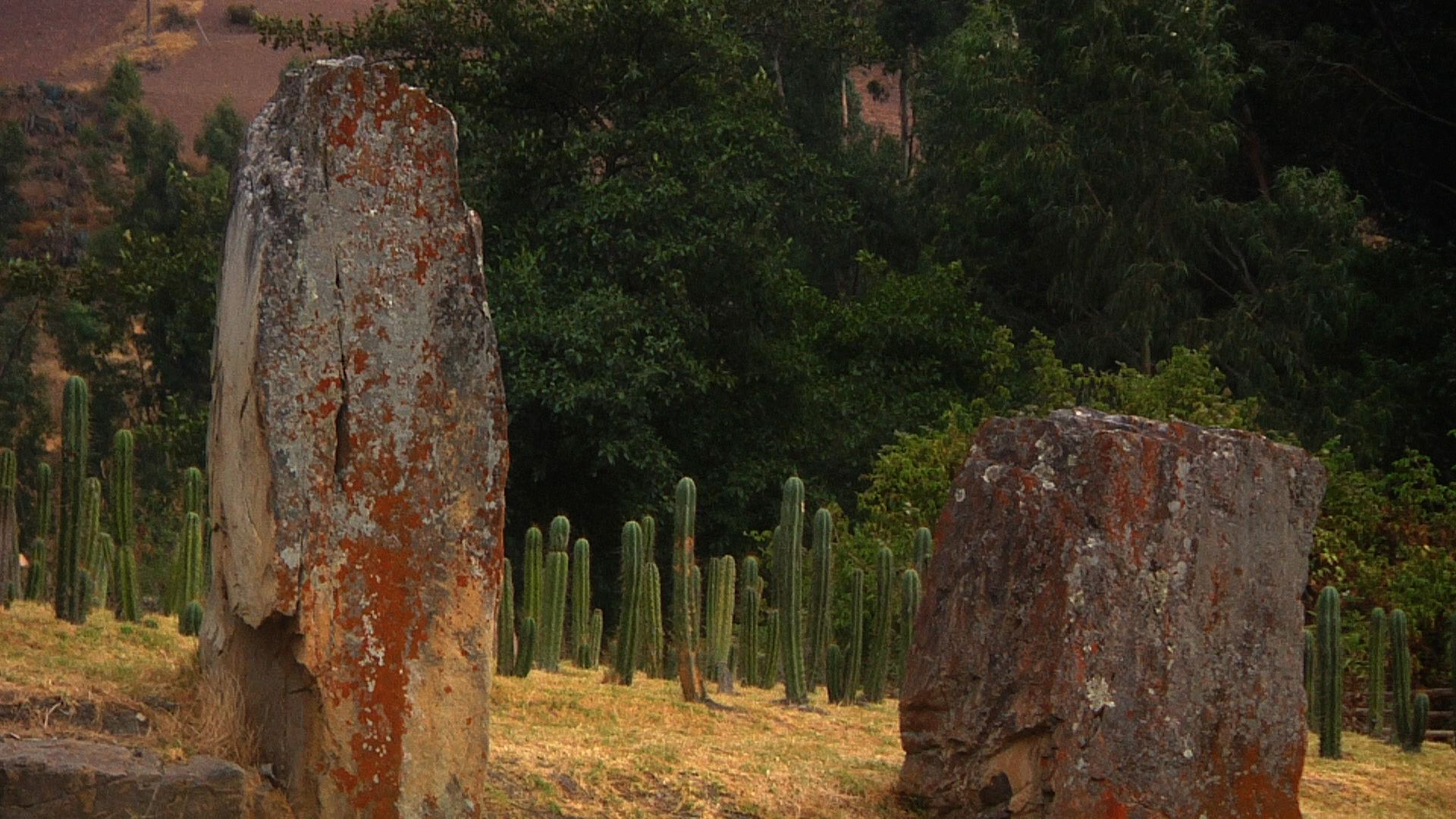
Huancas en hilera paralela en el sector Gaucho, frente al centro ceremonial Chavín de Huántar, en San Marcos, Perú.

Las huancas se tipifican de acuerdo:
- A su morfología:
  - Por su forma individual: prismática, rectangular, lanceolada, tabular, cúbica, cilíndrica e irregular.[31][32]
  - Por su acabado: lisas o labradas[33]
  - Por su arreglo: en hileras paralelas, muro circular con huancas, plataforma con huanca y huancas con pedestal.[31]
  - Huancas naturales: peñas y cerros, y cantos rodados (naturales pero trasladadas).[31]
- A su función:[34]
  - Huancas de los pueblos: las huancas denominadas Marcayoc que simbolizaban al ancestro fundador ocupando así una función tutelar.[35]
  - Huancas de las sementeras: las huancas Chacrayoc, simbolizando la fertilidad, aumentando y protegiendo los cultivos en la chacra.[35]
  - Huancas de las aguas o de las alturas: se ubican cerca de las lagunas y los ríos, cumpliendo un rol propiciatorio para la abundancia.[33]
  - Huancas de los caminos: se ubican en puntos en los caminos que demarcan un inicio, un fin o un punto alto, cumpliendo una función similar a las apachetas y posteriormente a los ushnus incas del Horizonte Tardío.[36]
  - Huancas de los templos: se ubican en templos aislados o cerca de los pueblos, en algunos casos el templo se desarrolla en función al culto de la huanca, como en Chavín de Huántar y en algunos edificios de sitios como Caral.[37][38]

## Algunas huancas emblemáticas

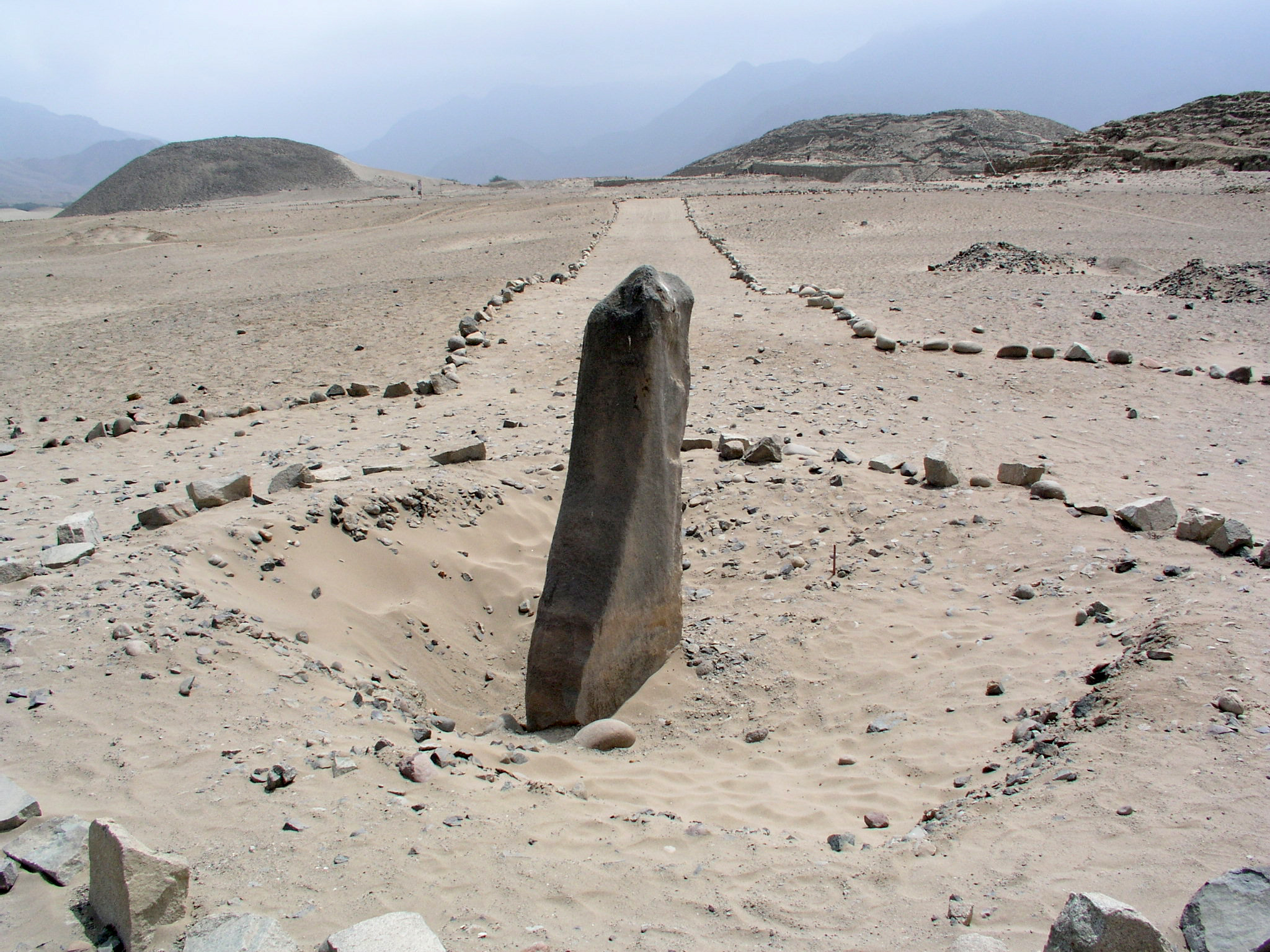
Piedra sagrada o huanca en Caral, en Supe en Perú.

### La Huanca de Caral
Otra huanca importante es la que se ubica frente a uno de los edificios piramidales de Caral, un sitio arqueológico en la costa norte central del Perú, en el distrito de Supe, provincia de Barranca.  En la Plazuela de La Huanca, al frente de la fachada de una de las pirámides (Edificio Piramidal La Huanca, Sector I en Caral Alto) se encuentra precisamente una hincada en el suelo y tiene 2.15 m de alto.

### La Huanca de Chavín
La huanca más emblemática en los Andes del Perú es conocida popularmente como el Lanzón monolítico, perteneciente a la cultura arqueológica Chavín que se desarrolló durante el Horizonte Temprano. Fue el explorador alemán Ernst Wilhelm Middendorf quien recogió el nombre de huanca para tal vez el elemento más importante del centro ceremonial Chavín de Huántar cuando visitó el pueblo del mismo nombre a finales del siglo XIX.